# Heinrich Jaques

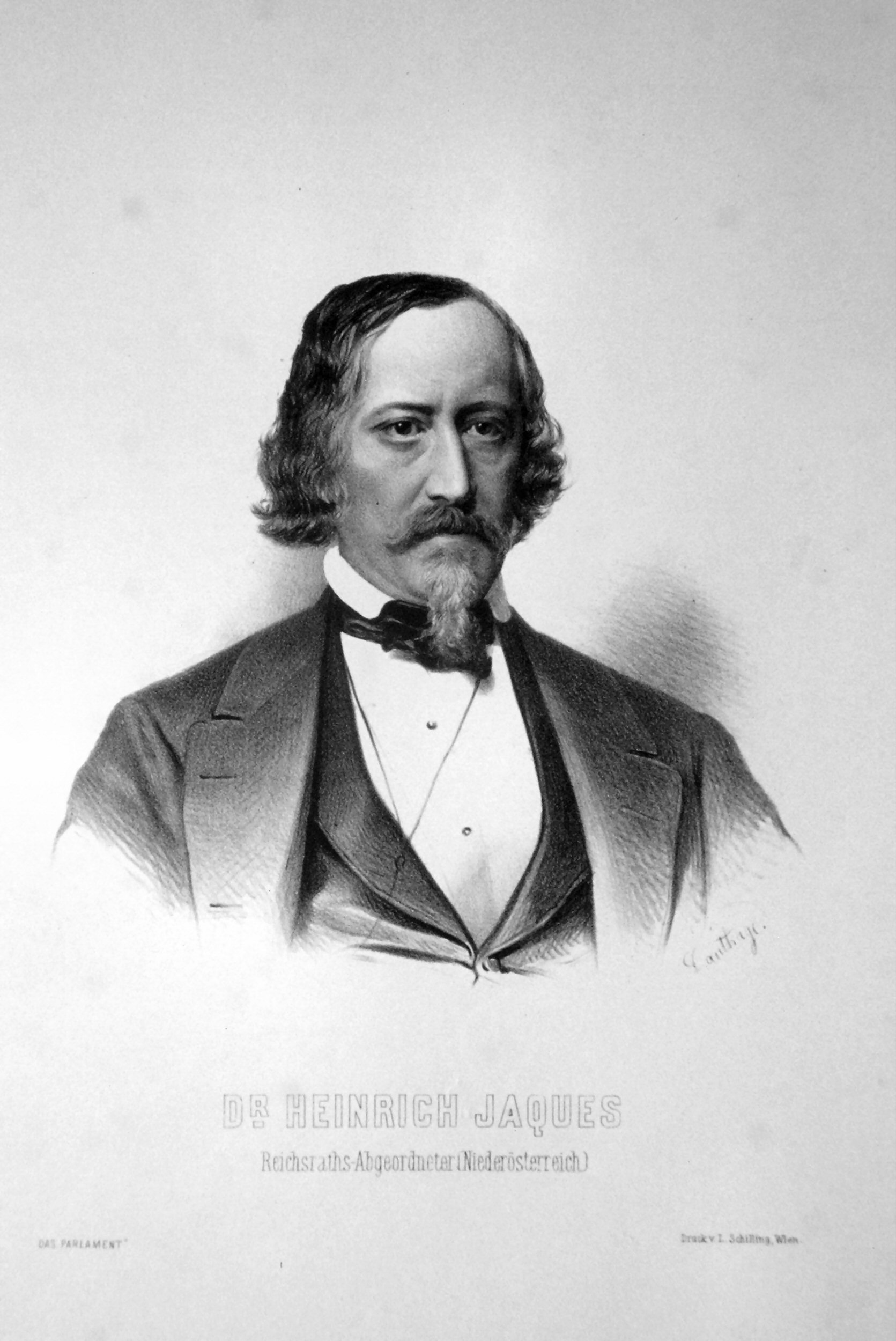
Heinrich Jaques

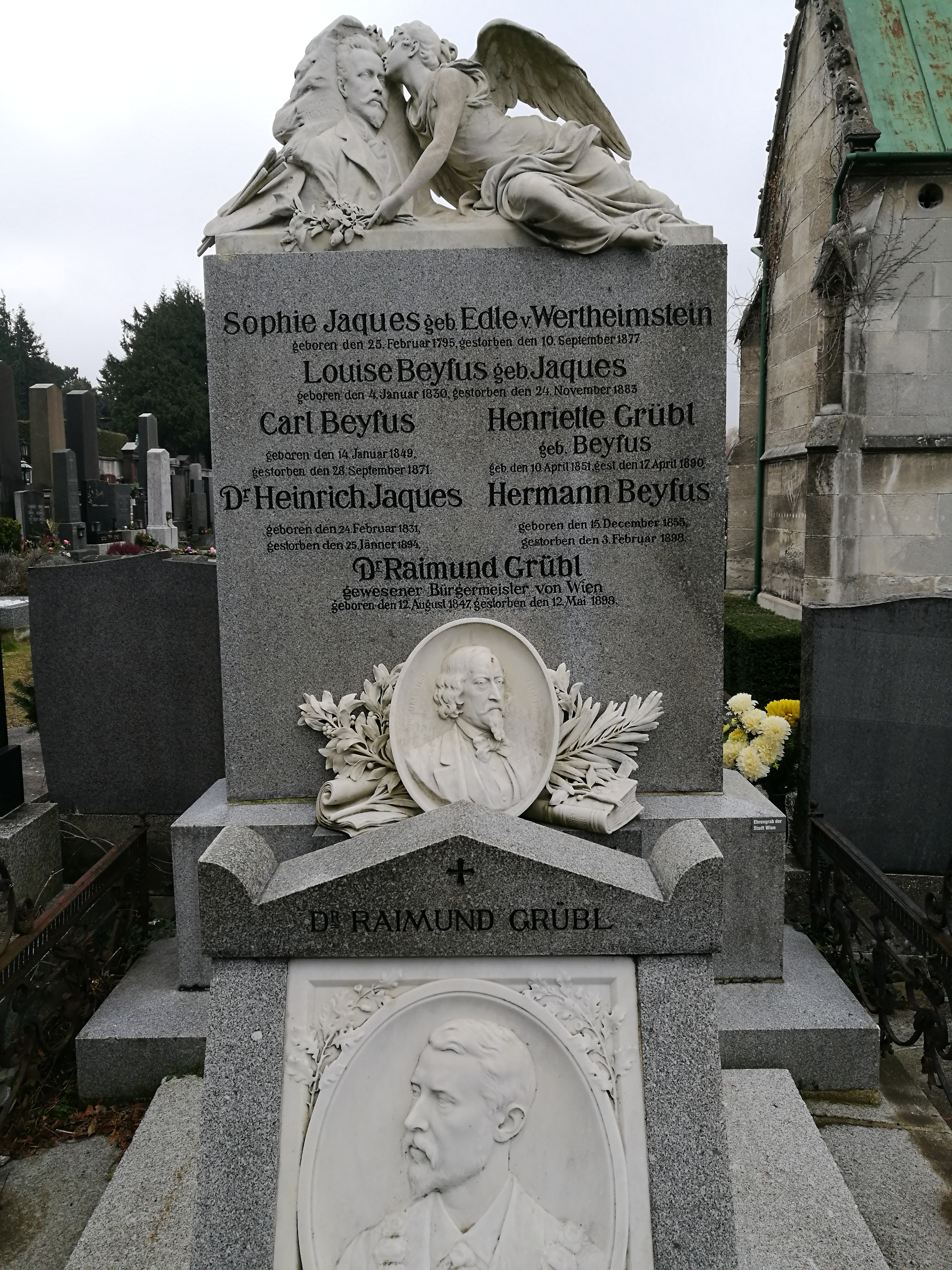
Grab von Heinrich Jaques und Raimund Grübl am Hietzinger Friedhof

Heinrich Jaques (* 24. Februar 1831 in Wien; † 25. Jänner 1894 ebenda; auch Heinrich Jacques) war ein österreichischer Jurist und Politiker.

## Biografie
Heinrich Jaques studierte an den Universitäten Heidelberg Philosophie und Geschichte und Wien Rechtswissenschaft, wo er 1856 zum Dr. jur. promoviert wurde. Nach dem Tode seines Onkels und Vormundes Sigmund von Wertheimstein leitete er von 1856 bis 1859 das Bankhaus Hermann v. Wertheimstein Söhne, liquidierte aber 1859 die Firma. Er ließ sich in Wien als Advokat nieder und wurde Referent und Mitglied der ständigen Deputation des deutschen Juristentags, der österreichischen Juristischen Gesellschaft in Wien stand er eine Zeit lang als Vizepräsident vor. Ab 1879 war er Vertreter Wiens (Innere Stadt) im Reichsrat, wo er sich der Verfassungspartei anschloss.
Jaques setzte sich für die Schaffung eines Wahlgerichtshofes ein, war Mitbegründer der Wiener Handelsakademie, des Schriftsteller- und Journalistenvereins Concordia und der Grillparzer-Gesellschaft und veröffentlichte zahlreiche Arbeiten und Artikel zu juristischen und nationalökonomischen Themen.
Heinrich Jaques' Schwester Louise Beyfus war die Schwiegermutter des Wiener Bürgermeisters Raimund Grübl. Die ehrenhalber gewidmete Grabstätte der Familie befindet sich am Hietzinger Friedhof (Gruppe 11, Nummer 118). 

## Publikationen
- Theorie und Praxis im Zivilrecht. Wien 1857.
- Denkschrift über die Stellung der Juden in Österreich. 1859.
- Unterrichtsrat und Unterrichtswesen in Österreich. 1863.
- Revolution und Reaktion in Österreich 1848–59. 1867.
- Die Wuchergesetzgebung und das Zivil- und Strafrecht. 1867.
- Abhandlungen zur Reform der Gesetzgebung. 1874.
- Alexis de Tocqueville 1876.
- Eisenbahnpolitik und Eisenbahnrecht in Österreich. Wien 1878.
- Bosnien als Neuösterreich. Leipzig 1886.
- Österreichs Gegenwart und nächste Zukunft. Leipzig 1888.